# Говядово (Ивановская область)
Говя́дово — деревня и коттеджный посёлок в Беляницком сельском поселении Ивановского района Ивановской области
Говядово состоит из старой части (так называемое Старое Говядово) — деревня здесь существовала издавна, и новой части — одноимённого коттеджного посёлка, который начали строить в 2010х.

## География
Говядово расположено между местечком Авдотьино, которое с 1958 года входит в городскую чёрту Иваново и деревней Беляницы. Реки — Уводь и её приток Чернавка

### Часовой пояс
Деревня Говядово, как и вся Ивановская область, находится в часовой зоне МСК (московское время). Смещение применяемого времени относительно UTC составляет +3:00.

## История
Первое упоминание встречается в датированных 1584 годом «Актах служилых землевладельцев 15 — начала 17 веков» в числе владений помещика Торусы Линева: «сельцо Курьяново, сельцо Овдотьино и деревня Говядово на реке на Увоти».
Церковный приход, к которому по крайней мере с конца XVIII века относилась деревня, был в Авдотьино, где находилась Троицкая церковь
В середине XIX века (в 1859 году) Говядово значится как казенная деревня. В ней было 19 дворов и насчитывалось 126 человек взрослого населения.
В конце XIX века (1899 год) в Говядово было уже 35 дворов и насчитывалось 179 взрослых (79 мужчин, 100 женщин) и 75 детей.
После революции, с 1918 года Говядово относилось к образованному в Авдотьино сельсовету. Там же, а также в деревнях Беляницы и Конохово,- были школы. В самой деревне были организованы детские ясли. Авдотьинский сельсовет просуществовал до 1985 года. С 1985 года он был перенесен в Беляницы и переименован в Беляницкий.

## Население
| 1859 | 1905 | 2010 |
| ---- | ---- | ---- |
| 126  | ↗171 | ↗211 |